# Conceição da Barra de Minas
Conceição da Barra de Minas is een gemeente in de Braziliaanse deelstaat Minas Gerais. De gemeente telt 4.075 inwoners (schatting 2009).

## Aangrenzende gemeenten
De gemeente grenst aan Nazareno, Ritápolis, São João del-Rei en São Tiago.